# زنبق نصیری
زنبق نُصیری (نام علمی: Iris nusairiensis) نام یک گونه از سرده زنبق است.